# Dolophones notacantha
Espèce
Synonymes
- Aranea notacantha Quoy & Gaimard, 1824

Dolophones notacantha est une espèce d'araignées aranéomorphes de la famille des Araneidae.

## Distribution
Cette espèce est endémique de Nouvelle-Galles du Sud en Australie.

## Publication originale
- Quoy & Gaimard, 1824 : Zoologie Voyage Autour du Monde, Entrepris par le ministère et conformément aux instructions de s. exc. M. le Vicomte du Bouchage, Secrétaire d’État au Department de la Marine, Exécuté sur les corvettes de S.M. l’Uranie et la Physicienne, pendant les années 1817–1820. Zoologie. Paris, p. 1–712.